# Comtat de Gruyere
El comtat de Gruyere fou una jurisdicció feudal avui dia a Suïssa (cantó de Friburg) al nord del llac de Ginebra a la part oriental del que llavors era el regne de Borgonya. El primer esment escrit Grueria (llatí) data del 1144.
El centre del comtat era al castell de Oex i la regió s'anomenava Hochgau o Ogo. Un comte de nom Turimbert apareix en aquesta zona al segle x. Va rebre propietats al comtat d'Ogo del comte Manassès de Ginebra a l'Hochgau, segons apareix en una carta de vers el 900 on s'esmenta el rei Rodolf I. En una carta del 18 de gener del 926 és esmentat com a comte sense indicar el lloc junt amb Anselm comte d'Equestres i Hug, comte de palau. Apareix per darrer cop el 18 d'abril del 930 en una donació, on apareix la seva dona Avana (Envina). Van tenir una filla de nom Adelaida. Quan el país de Vaud del que Hochgau o Ogo era una part, fou cedit al bisbat de Lausana vers el 1010 va emergir un poder que va controlar l'àrea, potser per un vassall del bisbe o dels comtes de Ginebra. El primer comte de Gruyere fou Guillem I que apareix al final del segle xi. El 18 d'abril de 1289 un diploma d'Amadeu V de Savoia investia un comte de Gruyere el que assenyalava que el domini savoià s'havia establert clarament.
De la primeria del segle xi fins a 1555 va ser governat per la nissaga dels de Gruyère. El 1555, el comte Miquel de Gruyère va fer fallida i les ciutats de Berna i Friburg van compartir les seves possessions. La nissaga es va extingir quan Miquel va morir el 1575. La fracció friburguesa del comtat esdevindrà el 1798 el districte de la Gruyère que la vall del Sarine com eix central.

## Llista de comtes[1]
- Guillem I, esmentat en una carta de donació de terres per a la fundació del monestir de Rougemont datada l'1 d'agost de 1115 i confirmada per Girard de Faucigny, bisbe de Lausana. Estava casat amb Agata i van tenir tres fills (Hug, Ramon i Ulric)
- Ramon I, vers després de 1115. Hisely el situa com el successor, però no en dona la font. Hauria mort vers 1136
- Guillem II, suposat fill de Ramon (segons Hisely) esmentat en carta del bisbe Amadeu de Lausana datada vers 1150 junt al seu germà Radbod. Va tenir dos germans més, Turí i Jorà. Hauria mort vers 1157.
- Rodolf I, suposat fill de Guillem II (segons Hisely) que apareix per primer cop el 1157 en una donació a l'abadia d'Hautcret; el 1162 és anomenat en una carta que confirmava la fundació de l'abadia d'Hauterive, i en unes altres de 1172, 1173 i 1177. Hauria mort vers 1196. Estava casat amb Agnes de Glane (+1197) filla de Pere de Glane i va tenir sis fills (Guillem que va premorir al pare, Pere I, Amadeu, Agata, Rodolf II, i Joan).
- Pere I, esmentat com a fill el 1162, 1170, 1172, 1173 i 1177; esmentat per primer cop com a comte el 1197 en donació a l'abadia d'Hauterive i el 1200 a Nostra Senyora de Lausana. Hauria mort vers 1209. Estava casat amb Clemència d'Estavayer germana de Conó d'Estavayer, prebost de Lausana. No va tenir fills.

- Rodolf II el Vell, el germà de l'anterior, esmentat en cartes de 1170 i 1173 on s'esmenta com a clergue; hauria hagut de renunciar a l'estat eclesiàstic per recollir la successió del seu germà pel que havia estat designat hereu almenys el 1200. Se l'esmenta com a comte el 6 de juny de 1216 quan va tenir una disputa amb l'església de Lausana; apareix també en carta del 9 de febrer de 1220 o 1221, en carta del 1224 i en una donació del 1226. Hauria abdicat el 1226 o 1227 en el seu fill segons es dedueix de la carta de donació de 23 de setembre de 1227. Rodolf encara era viu el 1233 o 1234. Es va casar amb Gertruda i van tenir tres fills (Rodolf III el successor; Pere, abat d'Hauterive; i Beatriu esposa d'Aimó senyor de Blonay)

- Rodolf III el Jove, fill, esmentat com a fill el 1200, 1216 i 1220 o 1221, i com a comte des de 23 de setembre del 1227 (quan el pare era viu), apareixent el 1232, 1233 o 1234, 23 de febrer de 1237 o 1238, 17 de gener i 4 de febrer de 1238 o 1239, 1240, maig de 1254 i 1264. Hauria mort vers 1270. Es va casar en primeres noces amb Coloma de Belmont (+ vers 1231) filla de Jordà senyor de Belmont; en segones noces (1232) amb Cecília (+ abans de 1238/1239); i en terceres amb Guillemeta. Va tenir sis fills de la seva primer dona (Pere II que segueix, Bernat, Guillem, Agnes casada amb Rodolf senyor de Grésy - moderna Frézy-sur-Aix-, Beatriu i Juliana)

- Pere II el Vell, fill, esmentat com a fill en diverses cartes entre 1224 i 1264; apareix com a comte en una donació a l'abadia d'Hautcrêt el novembre del 1270, en una venda al bisbe de Lausana el 2 d'agost de 1277, i en una carta relacionada amb l'abadia d'Hauterive el 1285. El 18 d'abril de 1289 un diploma d'Amadeu V de Savoia investia a Pere com a comte de Gruyere. El 22 de maig de 1290 feia donació de béns a l'abadia d'Hauterive. Va morir el 5 d'abril de 1304. Es va casar amb Ambròsia de la que se sap que vivia el 1267 però després no torna a aparèixer; van tenir quatre fills (Joaneta, Pereta, Coloma i Pere, mort el 3 de setembre de 1283 casat amb Guillemeta de Grandson filla de Pere I senyor de Grandson i va deixar tres fills: Pere III, el successor; Rodolf mort abans de 1307, casat amb Calmeta, que fou el pare de Pere IV successor de Pere III, Joan I i Mermeta; i Agnes, que vivia el 1319 i es va casar amb Nicolau d'Englisberg)

- Pere III el Jove, net, esmentat a diverses cartes, i com a comte a partir de l'octubre de 1307, seguint després el 1309 o 1310, el 1319 o 1320, el 1322 o 1323, el 18 d'agost de 1324, el 2 de maig de 1327, el 19 de juliol de 1328 (testament), el 1335, i el 26 d'octubre de 1342 (codicil). es va casar amb Caterina de Weissenburg, filla de Rodolf de Weissenburg (que vivia el 1342) i va tenir només una filla, per la qual cosa a la seva mort al final del 1342 el va succeir el seu germà Pere III.

- Pere IV, nebot, senyor de Vanel, fundador de l'abadia de la Cartoixa de la Part-Dieu (octubre de 1307) que pareix com a comte per primer cop en un acord amb la ciutat de Berna el 2 de desembre de 1342, i en carta de confirmació de 9 d'octubre de 1350. Va morir vers 1365. Estava casat amb Margarita senyora de Corbières filla de Guillem senyor de Corbières que va morir l'1 de desembre de 1319 i es va casar en segones noces amb Caterina de la Tour-Châtillon (vivia el 22 de maig de 1367), filla de Joan de la Tour senyor de Châtillon. Va tenir tres fills amb la primera dona (Isabel, Agnes i Margarita) i sis amb la segona (Una filla de nom desconegut casada amb un fill de Eberhard II de Kyburg, Joan que segueix, Rodolf IV successor del seu germà Joan, Pere, Eleonor casada amb Aimó de Billens i Luqueta casada amb Pere comte d'Arberg.

- Joan I, fill, apareix com a senyor de Monsalvens i comte de Gruyere el 19 de setembre de 1366. Va testar l'11 de juny de 1367 i altre cop el 29 d'abril de 1368. Va morir entre el 16 de gener i el 12 de febrer de 1369. es va casar amb Isabel d'Arberg en primeres noces; en segones (1359) es va casar amb Margarita de Billen, vídua de Pere de Duens i filla d'Humbert de Billens senyor de Palésieux que va morir abans del 1363; en terceres noces es va casar a Margarita d'Oron senyora de Blonay, vídua de Girard de Châtillon, i filla de Rodolf d'Oron, que va morir abans de 1368; es va casar per quarta vegada vers 1368 amb Felipa Renoyre, filla d'Andreu Renoyrie. No consten fills.

- Rodolf IV, germà, successor vers 1365 esmentat per primer cop en donació del 19 de setembre de 1366, i després en 11 de juny de 1367 i 20 d'agost de 1370. Casat en primeres noces amb Margarita Alamandi (+ després del 1360) filla d'Humbert Alamandi senyor d'Aubonne; i en segones noces amb Margarita de Grandson (per la qual Rodolf fou el tercer marit doncs era vídua d'Hug de Blonay senyor de Joux i de Pere de Billems, veguer de Romont i senyor de Palésieux) filla de Pere de Grandson senyor de Belmont. Va morir entre el 6 de març i el 26 de juny de 1403. De la primera esposa va deixar dos fills (Rodolf i Maria) i de la segona un (Francesc senyor d'Orons que es va casar amb la seva germanastre Maria). Rodolf va morir entre el 10 de juny i el 30 de juliol del 1401, dos anys abans que el seu pare i s'havia casat amb Antonieta de Salins filla d'Anselm senyor de Salins i senyor de Vaugrenant (que després del 1401 es va casar amb Joan de Vergy senyor d'Autrey) amb la que va deixar quatre fills (Antoni, que segueix; Guillemeta casada amb Aimar de Poitiers senyor de Veyne i baró de Bouzols; Caterina, casada amb Pere de Vergy senyor de Champvent fill de Jaume de Vergy senyor d'Autrey; i Joana casada amb Humbert de Grolée senyor de Bressieux fill de Guillem de Grolée)

- Antoni, net, comte de Gruyere i senyor de Monsalven que ja només governava a la senyoria d'Aubonne que van conservar fins a 1554. Casat amb Joana de Noyer. Va morir després de 9 d'agost de 1433 i el va succeir el seu fill Francesc I, que era bastard però fou legitimat pel l'emperador Segimon (junt al seu germà Joan); un tercer fill, Antoni, fou l'ancestre de la branca col·lateral Gruyere-Aigremont.

- Francesc I, fill, 1433-1475
- Lluís, fill, 1475-1493
- Francesc II, germà 1493-1498
- Francesc III, fill petit de Francesc I 1499-1500
- Joan II, 1500-1514 membre de la branca de Joan el fill legitimat d'Antoni, branca que així va accedir a la direcció del comtat
- Joan III, fill, 1514-1539
- Miquel, fill, 1539-1554 (+1575), després quebrar el 1554 el comte Miquel va haver d'abandonar el país.
- Pere V 1554-1555 (+1556), oncle de l'anterior, fill bastard de Joan III, va administrar el comtat fins a la partició del territori el 1555 entre Berna i Friburg. Pere va morir un any després.
- Amb la mort de Miquel el 1576 la família es va extingir.